# Tanjung Simpang
Tanjung Simpang is een bestuurslaag in het regentschap Indragiri Hilir van de provincie Riau, Indonesië. Tanjung Simpang telt 16.050 inwoners (volkstelling 2010).